# Geoica anchusae
Geoica anchusae är en insektsart. Geoica anchusae ingår i släktet Geoica och familjen långrörsbladlöss. Inga underarter finns listade i Catalogue of Life.